# Dąb błotny

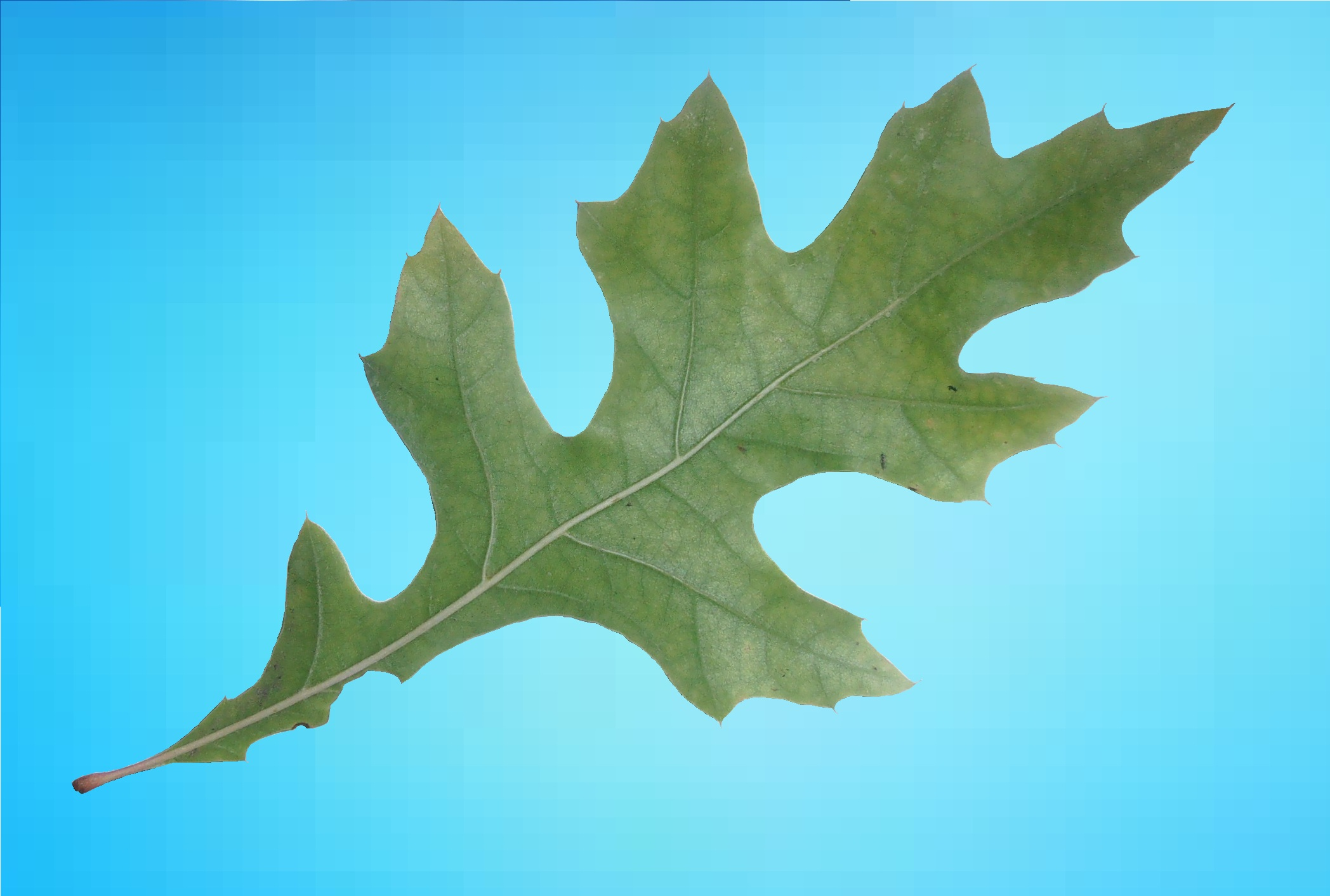
Liść dębu błotnego

Dąb błotny (Quercus palustris Münchh.) – gatunek drzewa liściastego z rodziny bukowatych występujący naturalnie w północno-wschodniej i centralnej części Ameryki Północnej. W Europie spotykany w parkach i ogrodach.

## Morfologia
PokrójJest to drzewo wolnorosnące. Posiada owalny pokrój. Dorasta do 20 m wysokości. Korona u młodszych okazów dość smukła, u starszych wąska i lekko sklepiona.
PieńW dolnej części prawie zawsze bez gałęzi, dopiero w górnej części rozgałęzia się dość gęsto i regularnie. Kora początkowo gładka, jasnoszara, później ciemniejsza z wyraźnym deseniem smugowym, na starszych drzewach z gładkimi bruzdami.
LiścieMocno wkrojone, do ćwiartki powierzchni liścia. Cechą odróżniającą, oprócz kształtu, są charakterystyczne kępki włosków u zbiegu głównych nerwów od spodu liścia. Jesienią przebarwiają się na intensywny, czerwony kolor. 8-17 cm długości i prawie tak samo szerokie.
KwiatyKwitnie od czerwca do lipca.
OwocŻołędzie szeroko półkoliste, do jednej trzeciej zagłębione w niskiej miseczce.

## Ekologia
Rośnie na obszarach nizinnych w obrębie zalewów rzecznych, na glebach wilgotnych i mokrych.

## Zastosowanie
Sadzony jako roślina ozdobna w parkach i kolekcjach. 